# Aucklandkricka
Aucklandkricka (Anas aucklandica) är en flygoförmögen andfågel som endast förekommer i ögruppen Aucklandöarna utanför Nya Zeeland.

## Utseende
Auklandkrickan är med en kroppslängd på 48 centimeter en relativt liten mörkbrun and som är flygoförmögen. Honan, hanen i eklipsdräkt samt ungfågeln har fläckat mörkbrunt bröst och en tydlig vit fläck kring ökat. Hanen i häckningsdräkt har grönglansigt huvud, ett smalt vitt halsband och en fläck på flanken.

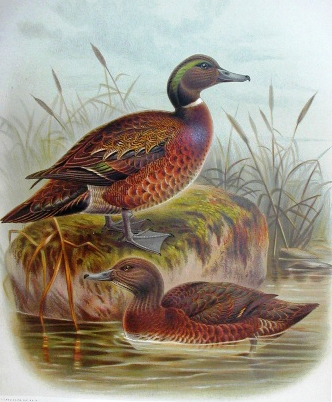
Hane i häckningsdräkt överst, honfärgad fågel underst.

## Utbredning och systematik
Fågeln finns på vissa öar tillhörande ögruppen Aucklandöarna, nämligen öarna Ewing, Enderby, Rose, Ocean, Adams, Disappointment och Dundas, men inte på huvudön Auckland Island. Vissa behandlar aucklandkricka, campbellkricka (A. nesiotis) och brunkricka (A. chlorotis) som en och samma art med det vetenskapliga namnet Anas aucklandica.

## Levnadssätt
Fågeln bebor skyddade kustlinjer och använder tät kustnära växtlighet för skydd och häckning. Under dagen kan par vandra 100 till 200 meter uppför en liten bäck eller till kustnära dammar för skydd under dagsvilan. Efter mörkrets inbrott söker den sig ner till kusten för att födosöka bland uppspolat sjögräs efter ryggradslösa djur, men kan också inta alger.

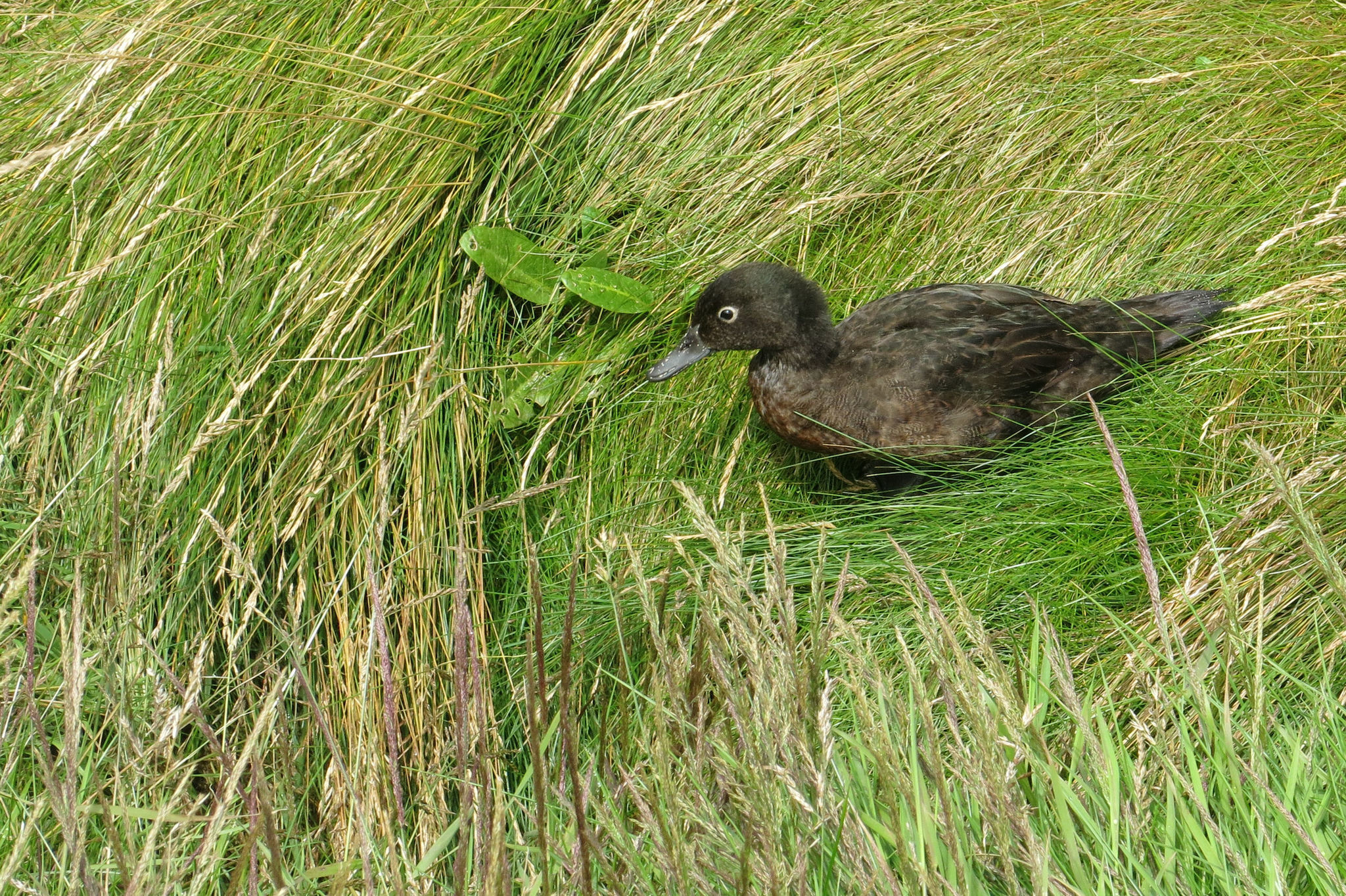

## Status och hot
Internationella naturvårdsunionen IUCN kategoriserar arten som nära hotad (NT)  på basis av den lilla världspopulationen på endast 330-1700 vuxna fåglar. Det finns dock inga belägg på att arten skulle minska i antal, och åtminstone på kort sikt är den säker med tanke på att invasiva arter har avlägsnats från de öar där den häckar. Å andra sidan är det inte troligt att den skulle vidga sitt utbredningsområde medan både katt och gris fortfarande finns på huvudön Auckland Island.